# حسن وحدانیان
سیدحسن وحدانیان سیاست‌مدار ایرانی بود، که در  دوره بیست و دوم  بعنوان نماینده اصفهان در مجلس شورای ملی حضور داشت.